# Françoise de Bourbon-Montpensier
Françoise de Bourbon-Montpensier (1539-1587), duchesse de Bouillon, est la fille de Louis III de Bourbon-Vendôme, duc de Montpensier et de Jacqueline de Longwy. En 1559, elle épouse Henri-Robert de La Marck, prince de Sedan. Ils ont six enfants dont deux ont atteint l'âge adulte :
- Guillaume-Robert de La Marck (1563-1588)
- Charlotte de La Marck (1574-1594)

Le couple se convertit au protestantisme après le massacre de Wassy en mars 1562. Françoise de Bourbon fonde le collège, qui devient l'Académie de Sedan. Au décès du prince, elle est la régente de la principauté de Sedan de 1574 à la majorité de son fils Guillaume-Robert. Sa sœur Charlotte de Montpensier quitte l'abbaye Notre-Dame de Jouarre, se convertit au protestantisme et épouse Guillaume Ier d'Orange-Nassau. Leur fille Élisabeth Flandrika d'Orange-Nassau épouse Henri de La Tour d'Auvergne, duc de Bouillon, mari en premières noces de Charlotte de La Marck.
Morte en 1587, elle est inhumée dans le caveau des La Marck de l'église Saint-Laurent de Sedan.

## Sources
- Pierre Congar, Jean Lecaillon et Jacques Rousseau, Sedan et le pays sedanais, vingt siècles d’histoire, Éditions F.E.R.N., 1969, 577 p..
- Alain Sartelet, La Principauté de Sedan, Charleville-Mézières, Éditions Terres Ardennaises, 1991, 180 p. (ISBN 2-905339-17-9).